# Mistrzostwa Europy U-21 w Piłce Nożnej 2023 (eliminacje)/Grupa D
W Grupie D eliminacji do Mistrzostw Europy U-21 2023 brały udział następujące zespoły:
- Białoruś U-21
- Cypr U-21
- Grecja U-21
- Islandia U-21
- Liechtenstein U-21
- Portugalia U-21

## Tabela
| Reprezentacja      | M  | W | R | P  | Br+ | Br- | +/- | Pkt. |
| ------------------ | -- | - | - | -- | --- | --- | --- | ---- |
| Portugalia U-21    | 10 | 9 | 1 | 0  | 41  | 3   | +38 | 28   |
| Islandia U-21      | 10 | 5 | 3 | 2  | 25  | 7   | +18 | 18   |
| Grecja U-21        | 10 | 5 | 2 | 3  | 16  | 10  | +6  | 17   |
| Białoruś U-21      | 10 | 4 | 0 | 6  | 16  | 15  | +1  | 12   |
| Cypr U-21          | 10 | 3 | 2 | 5  | 16  | 16  | 0   | 11   |
| Liechtenstein U-21 | 10 | 0 | 0 | 10 | 0   | 63  | -63 | 0    |

## Wyniki
| 25 marca 2021 16:30 CET | Grecja U-21 | 0:0(0:0)Raport | Cypr U-21 | Stadion im. Apostolosa Nikolaidisa, Ateny Widzów: 0 Sędzia: Allard Lindhout |
|                         |             |                |           |                                                                             |

| 5 czerwca 2021 17:00 CET | Liechtenstein U-21 | 0:5(0:1)Raport | Grecja U-21 · 39' Christopulos · 55' Macheras · 61' Botos · 65' Zajaritis · 73' Sardelis | Sportpark Eschen-Mauren, Eschen Sędzia: Wiktor Kopiewskij |
|                          |                    |                |                                                                                          |                                                           |

| 2 września 2021 16:00 CET | Białoruś U-21 · Szasciuk 71' | 1:2(0:1)Raport | Islandia U-21 · 20', 54' Haraldsson | Stadion Dynama Brześć, Brześć Widzów: 3 260 Sędzia: Juxhin Xhaja |
|                           |                              |                |                                     |                                                                  |

| 3 września 2021 18:00 CET | Liechtenstein U-21 | 0:6(0:3)Raport | Cypr U-21 · 12' (k.) Sotiriou · 22' Kakulis · 36' Kosti · 53' Parutis · 61' Charalambus · 89' Kyprianou | Sportpark Eschen-Mauren, Eschen Sędzia: Laurent Kopriwa |
|                           |                    |                | |                                                         |

| 6 września 2021 20:00 CET | Portugalia U-21 · Vieira 32' (k.) | 1:0(1:0)Raport | Białoruś U-21 | Estádio José Gomes, Amadora Sędzia: Christian-Petru Ciochirca |
|                           |                                   |                |               |                                                               |

| 7 września 2021 18:00 CET | Cypr U-21 · Kakulis 31', 41' (k.) · Kosti 33', 38' · Jerolemu 46' · Pikis 63' | 6:0(4:0)Raport | Liechtenstein U-21 | AEK Arena, Larnaka Sędzia: Luis Texeira |
|                           |                                                                               |                |                    |                                         |

| 7 września 2021 19:00 CET | Islandia U-21 · Þórðarson 37' | 1:1(1:1)Raport | Grecja U-21 · 45+1' Joanidis | Víkingsvöllur, Reykjavík Widzów: 435 Sędzia: Gal Leibowic |
|                           |                               |                |                              |                                                           |

| 7 października 2021 20:15 CET | Portugalia U-21 · Nuno Tavares 5' · Almeida 8' · Ramos 12', 19', 25', 39' · Silva 13', 44' · Vieira 37' (k.) · Tomás 63' · Conceição 76' | 11:0(9:0)Raport | Liechtenstein U-21 | Estádio do FC Vizela, Vizela Sędzia: Vitālijs Spasjoņņikovs |
|                               | |                 |                    |                                                             |

| 8 października 2021 18:00 CET | Białoruś U-21 | 0:2(0:1)Raport | Grecja U-21 · 27' Diamandis · 84' Sardelis | Stadion Tarpieda, Żodzino Widzów: 320 Sędzia: Mohammed Al-emara |
|                               |               |                |                                            |                                                                 |

| 12 października 2021 17:00 CET | Islandia U-21 | 0:1(0:0)Raport | Portugalia U-21 · 55' Vieira | Víkingsvöllur, Reykjavík Sędzia: Robert Ian Jenkins |
|                                |               |                |                              |                                                     |

| 12 października 2021 18:00 CET | Białoruś U-21 · Marozau 15', 49', 59' · Araszkiewicz 29' (k.) · Szasciuk 45+1' · Nikifarenka 68' | 6:0(3:0)Raport | Liechtenstein U-21 | Barysau-Arena, Borysów Widzów: 0 Sędzia: Yasar Kemal Ugurlu |
|                                |                                                                                                  |                |                    |                                                             |

| 12 listopada 2021 15:00 CET | Grecja U-21 · Surlis 16' · Supranowicz 53' (sam.) | 2:0(1:0)Raport | Białoruś U-21 | Stadion im. Teodorosa Kolokotronisa, Tripoli Sędzia: Irakli Kwirikaszwili |
|                             |                                                   |                |               |                                                                           |

| 12 listopada 2021 15:00 CET | Liechtenstein U-21 | 0:3(0:3)Raport | Islandia U-21 · 15' Hlynsson · 25' Hlynsson · 31' Willumsson | Sportpark Eschen-Mauren, Eschen Widzów: 100 Sędzia: Joni Hyytiä |
|                             |                    |                |                                                              |                                                                 |

| 12 listopada 2021 17:00 CET | Cypr U-21 | 0:1(0:1)Raport | Portugalia U-21 · 15' Ramos | Stadion im. Andonisa Papadopulosa, Larnaka Sędzia: Jérémie Pignard |
|                             |           |                |                             |                                                                    |

| 16 listopada 2021 15:00 CET | Grecja U-21 · Michailidis 37' (k.) | 1:0(1:0)Raport | Islandia U-21 | Stadion im. Teodorosa Kolokotronisa, Tripoli Sędzia: Alain Durieux |
|                             |                                    |                |               |                                                                    |

| 16 listopada 2022 15:00 CET | Liechtenstein U-21 | 0:4(0:2)Raport | Białoruś U-21 · 10', 44' Łatychau · 46' Łożkin · 90+3' Nikifarenka | Sportpark Eschen-Mauren, Eschen Sędzia: Aszot Ghaltachczjan |
|                             |                    |                |                                                                    |                                                             |

| 16 listopada 2021 20:15 CET | Portugalia U-21 · Ramos 6', 53', 61' · Inácio 21' · Vieira 51' · H. Araújo 71' | 6:0(2:0)Raport | Cypr U-21 | Estádio de São Luís, Faro Sędzia: Kristoffer Karlsson |
|                             |                                                                                |                |           |                                                       |

| 25 marca 2022 18:00 CET | Grecja U-21 · Michelis 21' · Kosidis 27' · Dzolis 38', 90+5' | 4:0(3:0)Raport | Liechtenstein U-21 | Stadion im. Teodorosa Kolokotronisa, Tripoli Sędzia: Rauf Jabarov |
|                         |                                                              |                |                    |                                                                   |

| 25 marca 2022 21:15 CET | Portugalia U-21 · Ramos 34' | 1:1(1:1)Raport | Islandia U-21 · 17' Willumsson | Estádio Municipal de Portimão, Portimão Widzów: 4 094 Sędzia: Miloš Milanović |
|                         |                             |                |                                |                                                                               |

| 26 marca 2022 15:00 CET | Cypr U-21 | 0:1(0:1)Raport | Białoruś U-21 · 32' Wiahiera | Stadion Dasaki, Achna Widzów: 250 Sędzia: Joonas Jaanovits |
|                         |           |                |                              |                                                            |

| 29 marca 2022 15:00 CET | Cypr U-21 · Jerolemu 27' | 1:1(1:0)Raport | Islandia U-21 · 90+4' Hlynsson | Stadion Dasaki, Achna Widzów: 75 Sędzia: Georgi Dawidow |
|                         |                          |                |                                |                                                         |

| 29 marca 2022 18:00 CET | Grecja U-21 | 0:4(0:3)Raport | Portugalia U-21 · 12' Carvalho · 32' (k.) Vieira · 45+1' Silva · 82' Araújo | Stadion im. Teodorosa Kolokotronisa, Tripoli Sędzia: Fabio Maresca |
|                         |             |                |                                                                             |                                                                    |

| 1 czerwca 2022 15:00 CET | Białoruś U-21 · Dawyskiba 59' · Łożkin 90+2' | 2:0(0:0)Raport | Cypr U-21 | Stadion Akademii Piłkarskiej w Erywaniu, Erywań (Armenia) Sędzia: Jakob Alexander Sundberg |
|                          |                                              |                |           |                                                                                            |

| 3 czerwca 2022 19:00 CET | Islandia U-21 · K. Hlynsson 3', 29' (k.) · Barkarson 5', 82' · Ingason 10' · Þórvaldsson 19', 33' · Willumsson 35', 37' | 9:0(8:0)Raport | Liechtenstein U-21 | Víkingsvöllur, Reykjavík Widzów: 240 Sędzia: Ishmael Barbara |
|                          | |                |                    |                                                              |

| 4 czerwca 2022 15:00 CET | Białoruś U-21 · Wasilewicz 90' | 1:5(0:1)Raport | Portugalia U-21 · 33', 56' Vieira · 50' Ramos · 79' Pereira Da Costa · 90+4' Oliveira | Stadion Akademii Piłkarskiej w Erywaniu, Erywań (Armenia) Sędzia: Ondřej Berka |
|                          |                                |                |                                                                                       |                                                                                |

| 6 czerwca 2022 18:30 CET | Cypr U-21 · Katsandonis 27' (k.) · Nikolau 73' · Naum 83' (k.) | 3:0(1:0)Raport | Grecja U-21 | Stadion Dasaki, Achna Sędzia: Alexandre Boucaut |
|                          |                                                                |                |             |                                                 |

| 7 czerwca 2022 20:45 CET | Liechtenstein U-21 | 0:9(0:4)Raport | Portugalia U-21 · 3', 27', 57' Silva · 43' Bernardo · 45', 65' Oliveira · 78' Carvalho · 83' Araújo · 90' Ramos | Rheinpark Stadion, Vaduz Widzów: 784 Sędzia: Denys Szurman |
|                          |                    |                | |                                                            |

| 8 czerwca 2022 20:00 CET | Islandia U-21 · K. Hlynsson 15' · Ingason 44' · Andrason 82' | 3:1(2:0)Raport | Białoruś U-21 · 48' Zinowicz | Víkingsvöllur, Reykjavík Sędzia: Sander van der Eijk |
|                          |                                                              |                |                              |                                                      |

| 11 czerwca 2022 21:15 CET | Islandia U-21 · Ingason 11', 57' · Karamanolis 33' (sam.) · Magnússon 65' · K. Hlynsson 90' | 5:0(2:0)Raport | Cypr U-21 | Víkingsvöllur, Reykjavík Sędzia: Damian Sylwestrzak |
|                           |                                                                                             |                |           |                                                     |

| 11 czerwca 2022 21:15 CET | Portugalia U-21 · Bernardo 48' · Ramos 56' | 2:1(0:0)Raport | Grecja U-21 · 90+1' Kutsias | Estádio Cidade de Barcelos, Barcelos Sędzia: David Coote |
|                           |                                            |                |                             |                                                          |